# 猶他新海鯰
猶他新海鯰為輻鰭魚綱鯰形目海鯰科的其中一種，分布於新幾內亞淡水流域，體長可達55公分，棲息在河流、湖泊，屬肉食性，以甲殼類、魚類及昆蟲為食，可做為食用魚。

## 擴展閱讀
維基物種上的相關：猶他新海鯰